# Kościół św. Jakuba Apostoła w Brzesku
Kościół Najświętszej Maryi Panny Matki Kościoła i św. Jakuba Apostoła – rzymskokatolicki kościół parafialny znajdujący się w Brzesku, na Pl. św. Jakuba 1.
Pierwszy kościół w Brzesku miał zostać wzniesiony około 1400 r., o czym wspomina Jan Długosz w swych kronikach. Obiekt został wpisany do rejestru zabytków nieruchomych województwa małopolskiego. 
Prawdopodobnie pierwszy kościół murowany powstał w 1447 r. jako fundacja wnuka Spytka z Melsztyna – Jaśka. W 1678 (za sprawą rodziny Czernych sprawujących w XVII w. patronat nad miastem) powstała wieża przy kościele, która obecnie znajduje się po południowej stronie nawy. Postawiono ją podczas odbudowy kościoła po pożarze z 1655 roku.
W 1854 r. kościół gruntownie odnowiono. W 1863 r. budowlę zniszczył kolejny pożar, ale odbudowa miała miejsce dopiero w 1900 r., by w 1904 ponownie spłonąć w pożarze miasta. Świątynia na nowo stanęła w 1905, a ozdobiły ją trzy dzwony, ufundowane przez rodzinę Goetzów Okocimskich i poświęcone przez biskupa Leona Wałęgę. Zostały one zarekwirowane w 1915 roku przez władze austriackie. W 1924 r. parafianie ufundowali nowe dzwony, jednak i one nie biły długo – w czasie okupacji przepadły na rzecz Niemców.
Kościół św. Jakuba to jednonawowa, orientowana budowla. Poświęcony został 11 czerwca 1984 przez biskupa tarnowskiego Jerzego Ablewicza. W latach 1980–1989 został powiększony przez dobudowanie od strony północnej nowej nawy głównej. Wyposażenie kościoła pochodzi z XVIII–XX wieku. Ołtarz, w starej nawie, z początku XX w., wykonany został z drewna. W wyniku rozbudowy pierwotna bryła gotyckiego kościoła obecnie pełni rolę obszernego przedsionka nowej świątyni. Ścianę ołtarzową kościoła wypełnia rzeźbiarska scena Zesłania Ducha Świętego, zaprojektowana przez Wincentego Kućmę. Witraże zostały zaprojektowane i wykonane przez Józefa Furdynę. Wnętrze starego gotyckiego kościoła nie uległo zmianie, zachowały się neogotyckie ołtarze wykonane w zakładzie Ferdynanda Stuflessera w Tyrolu.  
13 lipca 2025 wskutek gwałtownej nawałnicy została zerwana miedziana blacha z nowego kościoła, która spadając uszkodziła dach starego kościoła i fragment murów.  

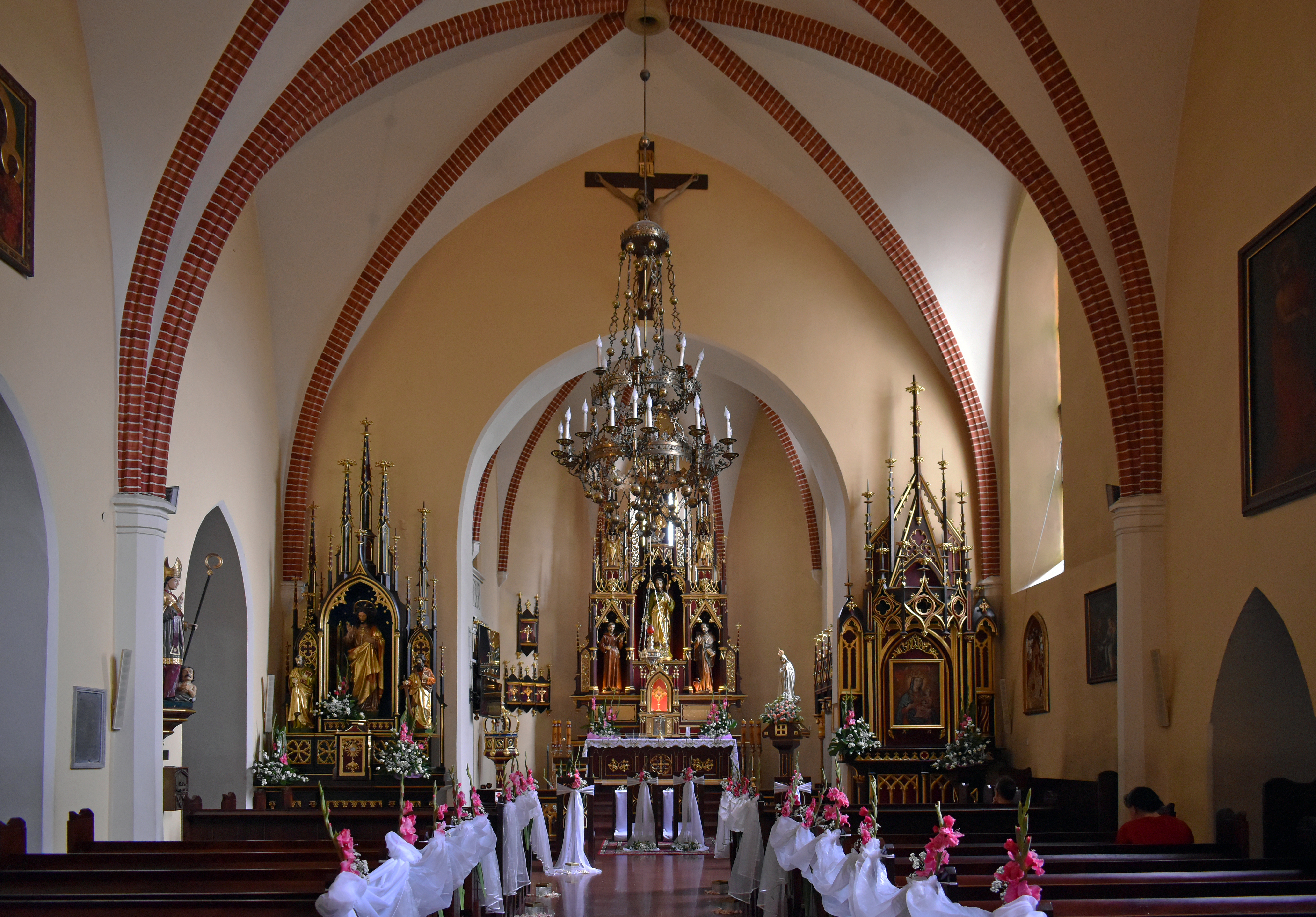
Nawa starego kościoła
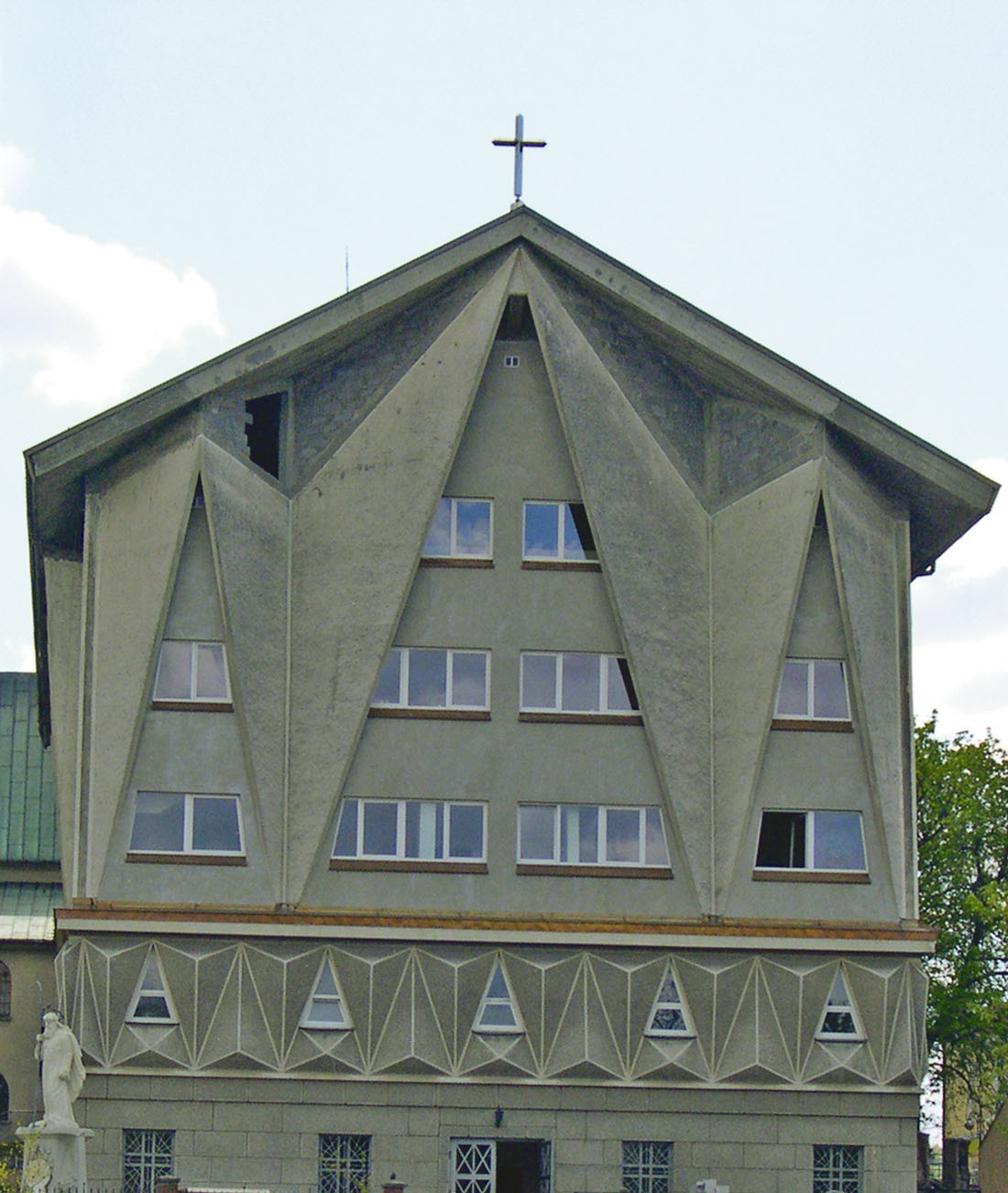
Kościół św. Jakuba, widok nowej części budynku
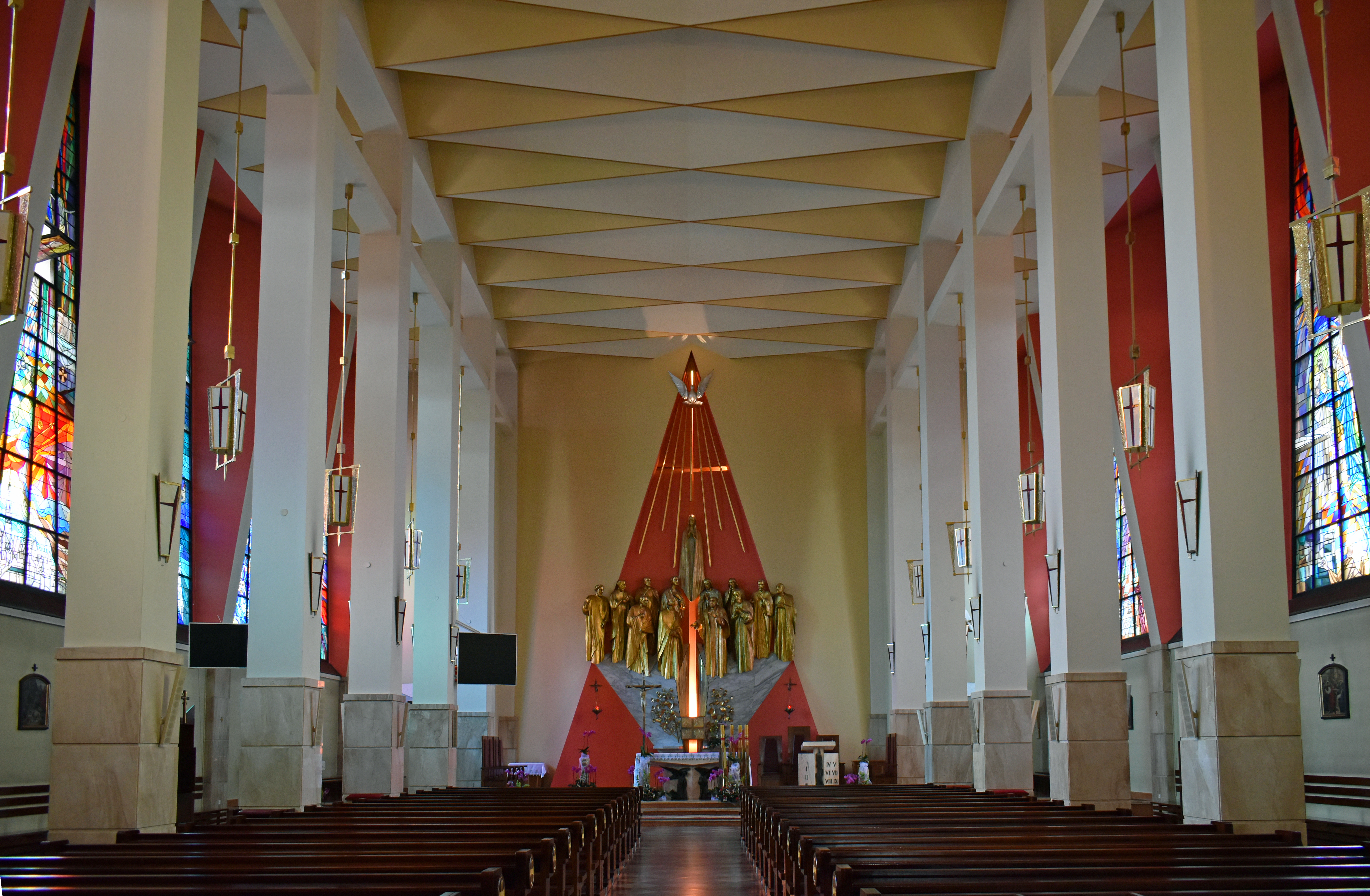
Nowa nawa
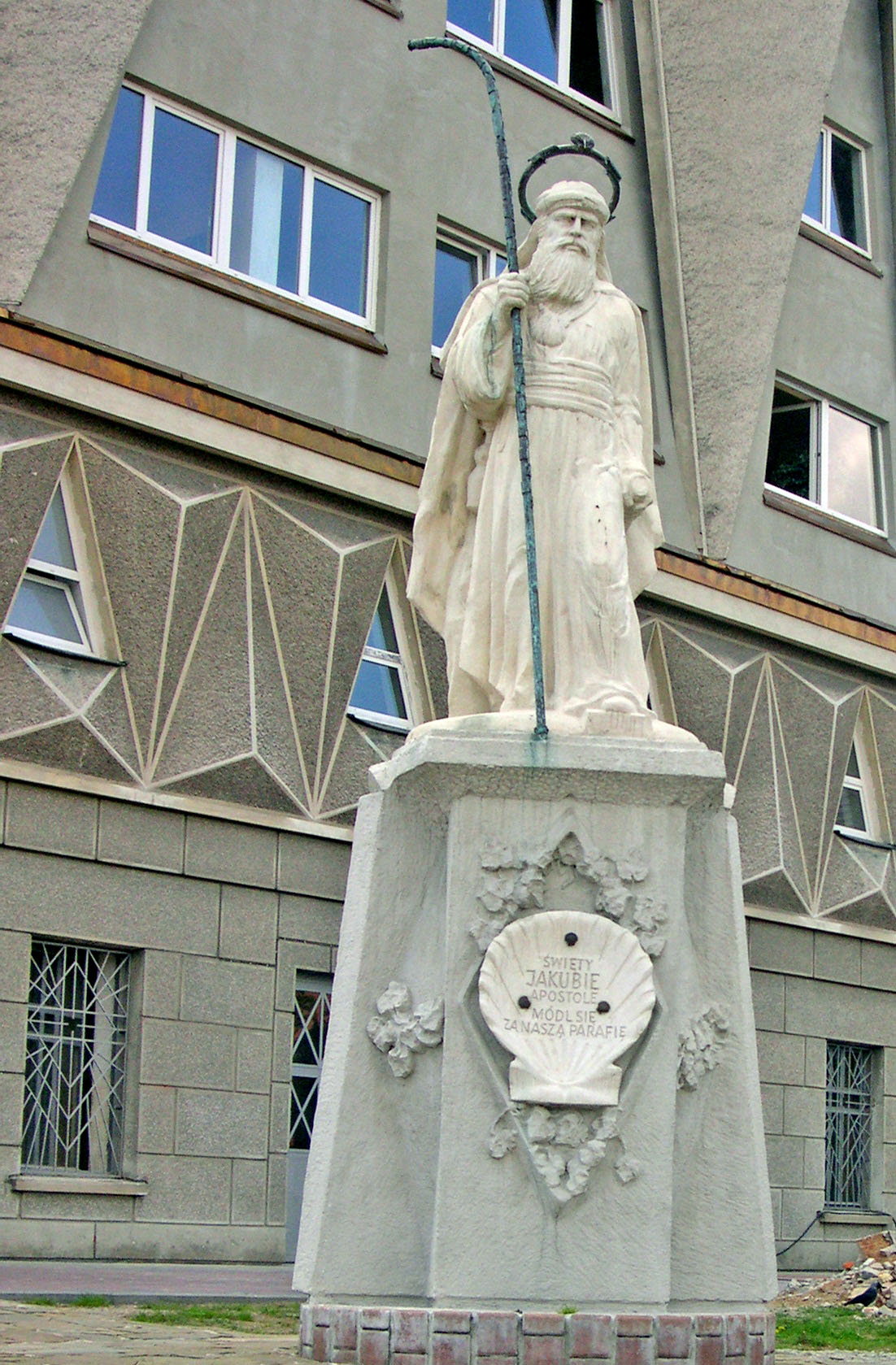
Figura św. Jakuba przed kościołem